# Arbanitis beaury
Arbanitis beaury är en spindelart som beskrevs av Raven och Wishart 2006. Arbanitis beaury ingår i släktet Arbanitis och familjen Idiopidae.
Artens utbredningsområde är New South Wales. Inga underarter finns listade i Catalogue of Life.